# Worms: Open Warfare
Worms Open Warfare – gra komputerowa z serii Worms na przenośne konsole PlayStation Portable i Nintendo DS. Premierę miała 22 marca 2006 roku. Gra jest powrotem do korzeni Robaków - widok 2D.